# サン・リュレンス・ダス・カルダサー
サン・リュレンス・ダス・カルダサー（カタルーニャ語: Sant Llorenç des Cardassar）は、スペイン・バレアレス諸島州のムニシピ。マリョルカ島の東部に位置し、自治体域の東端は地中海に面している。スペイン語名はサン・ロレンソ・デ・カルデサール（スペイン語: San Lorenzo de Cardessar）であり、サン・ロレンソ・デル・カルダサール（スペイン語: San Lorenzo del Cardasar）と呼ばれることもある。公式名はカタルーニャ語名である。

## 地理
サン・リュレンス・ダス・カルダサーはバレアレス諸島のマヨルカ島東部にあり、バレアレス諸島州の州都パルマ・デ・マヨルカから55キロメートル東に位置する。コマルカ（郡）としてはマナコールを中心とするレバントに属している。マナコール、ペトラ、アルター、ソン・ソルベーラと自治体境界を接している。
マヨルカ島南西部のパルマ・デ・マヨルカからマナコールやアルターを通ってマヨルカ島北東部に向かうMa-15号線は、マナコールとアルターの間でサン・リュレンス・ダス・カルダサーを通っている。かつてのMa-15号線は市街地中心部を通っていたが、市街地中心部を通らなくて済むようにバイパスが建設されている。ベグラ・ダ・サウマー川とブランケーラ川はサン・リュレンス・ダス・カルダサーの市街地中心部南端で合流してプラネス川となり、やがてカ・ナメー川となって地中海に注いでいる。
地中海岸のサ・コマ地区やカーラ・ミリョー地区などは、ビーチ沿いにホテルが林立するリゾート地となっている。イギリス人やドイツ人の観光客が多い。

### 地区
- サン・リュレンス : 自治体名と同名の中心地区。内陸部。2008年の人口は3,289人。
- ソン・カリオー : 内陸部。2008年の人口は1,106人。
- サ・コマ : 海岸部。リゾート地。2008年の人口は2,776人。
- カーラ・ミリョー : 海岸部。マヨルカ島東岸最大のリゾート地。2008年の人口は861人。
- プンタ・ダ・ナメー : 海岸部。

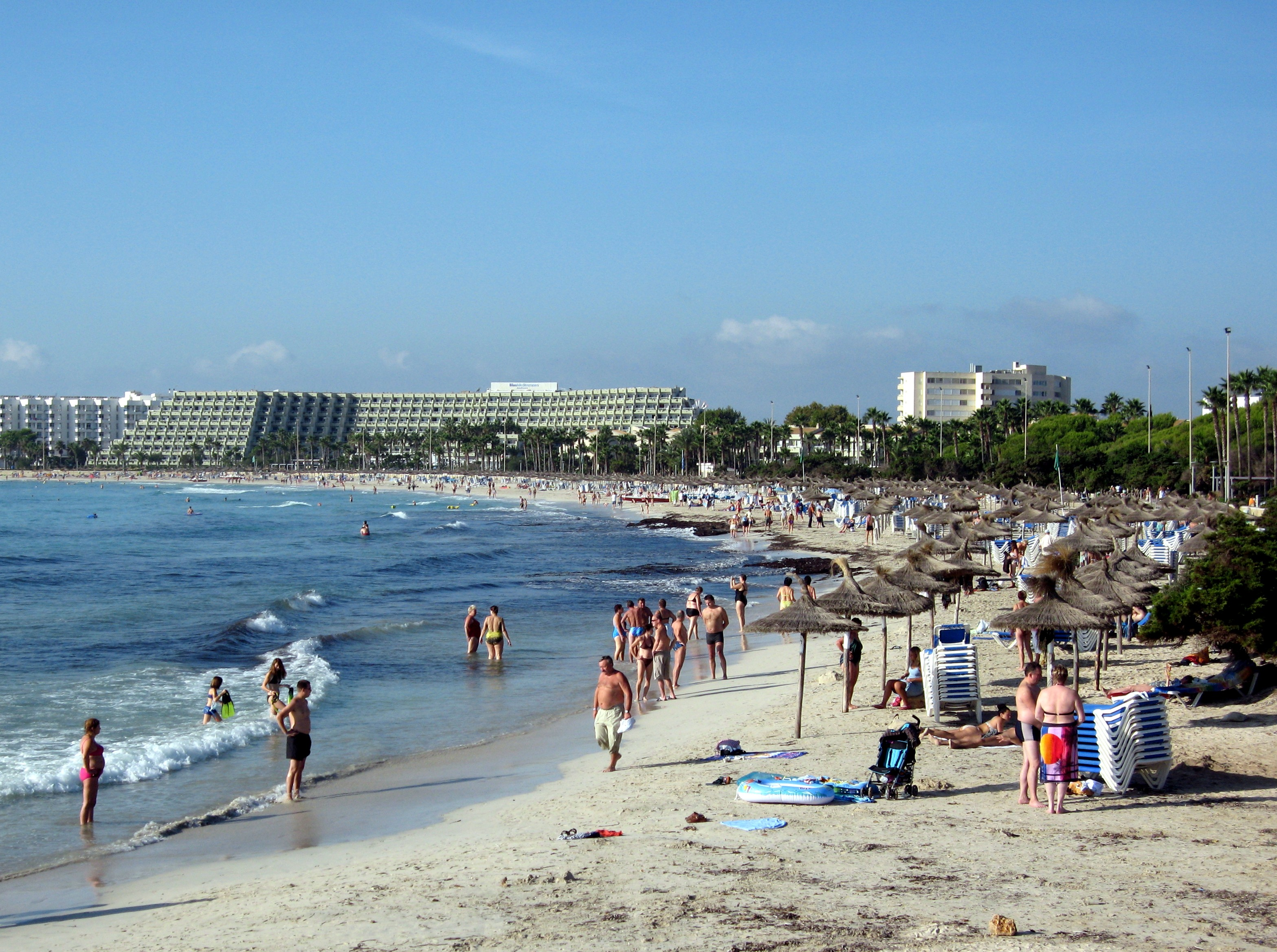
リゾート地のサ・コマ地区
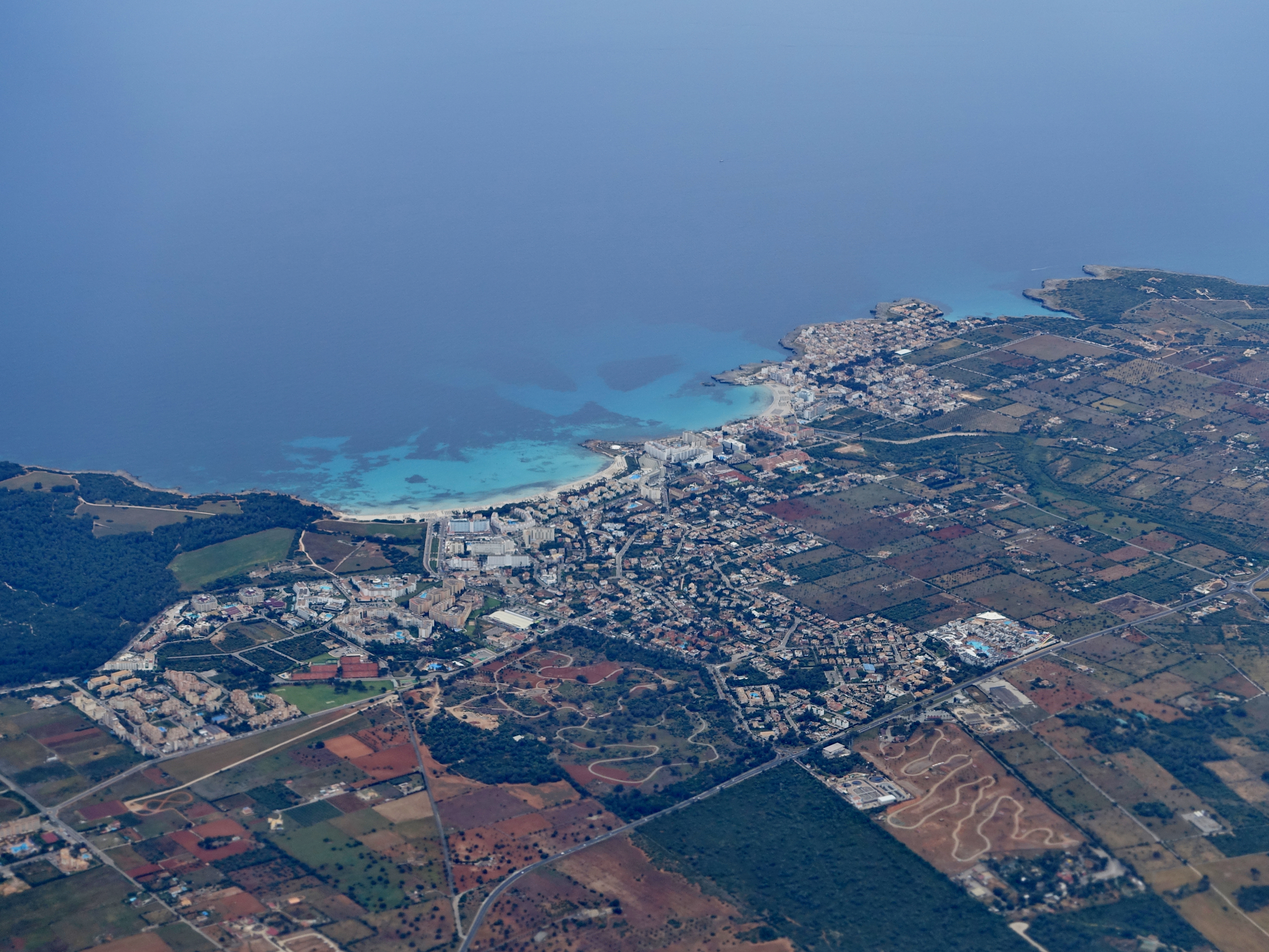
サ・コマ地区の航空写真
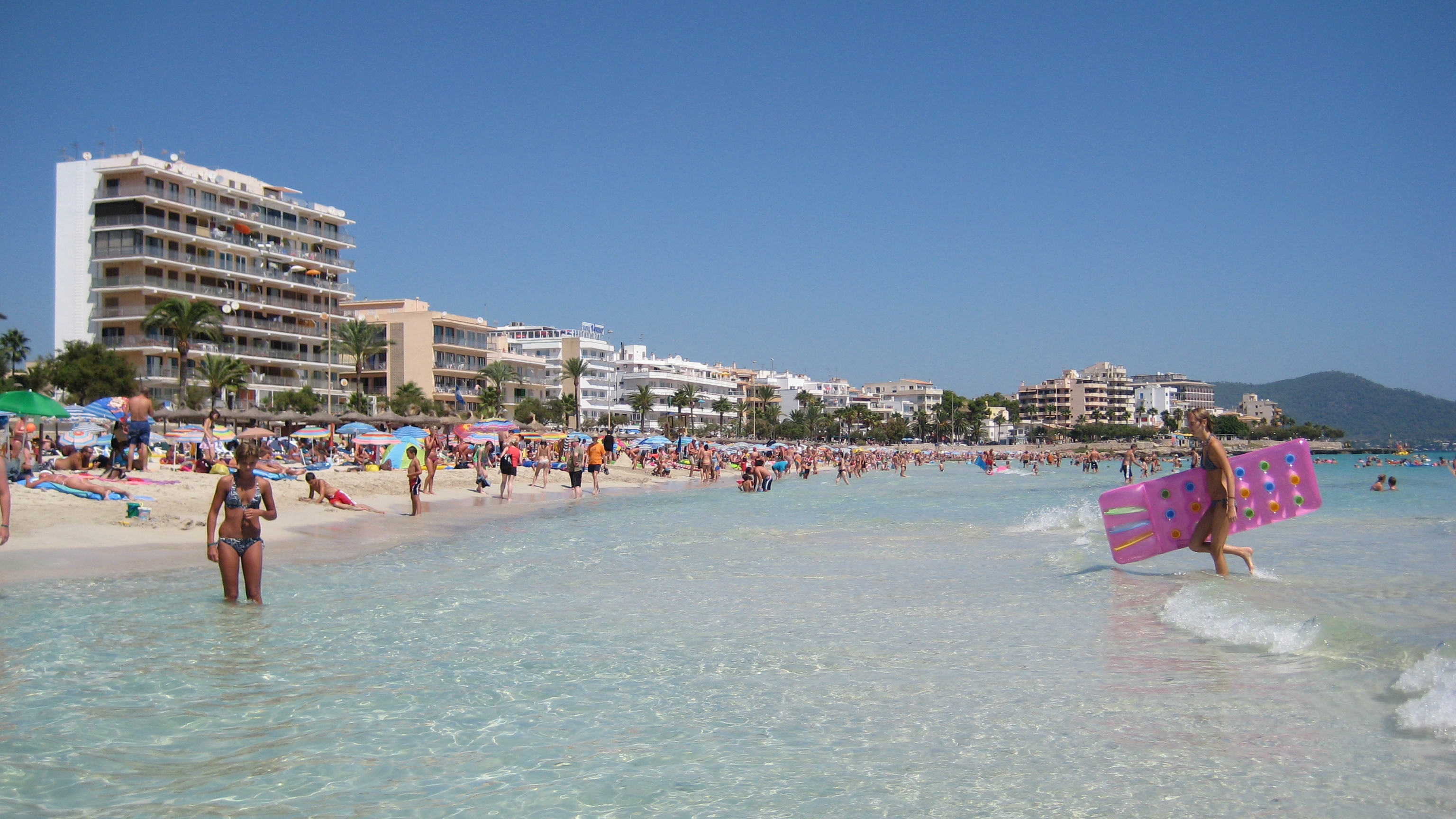
リゾート地のカーラ・ミリョー地区
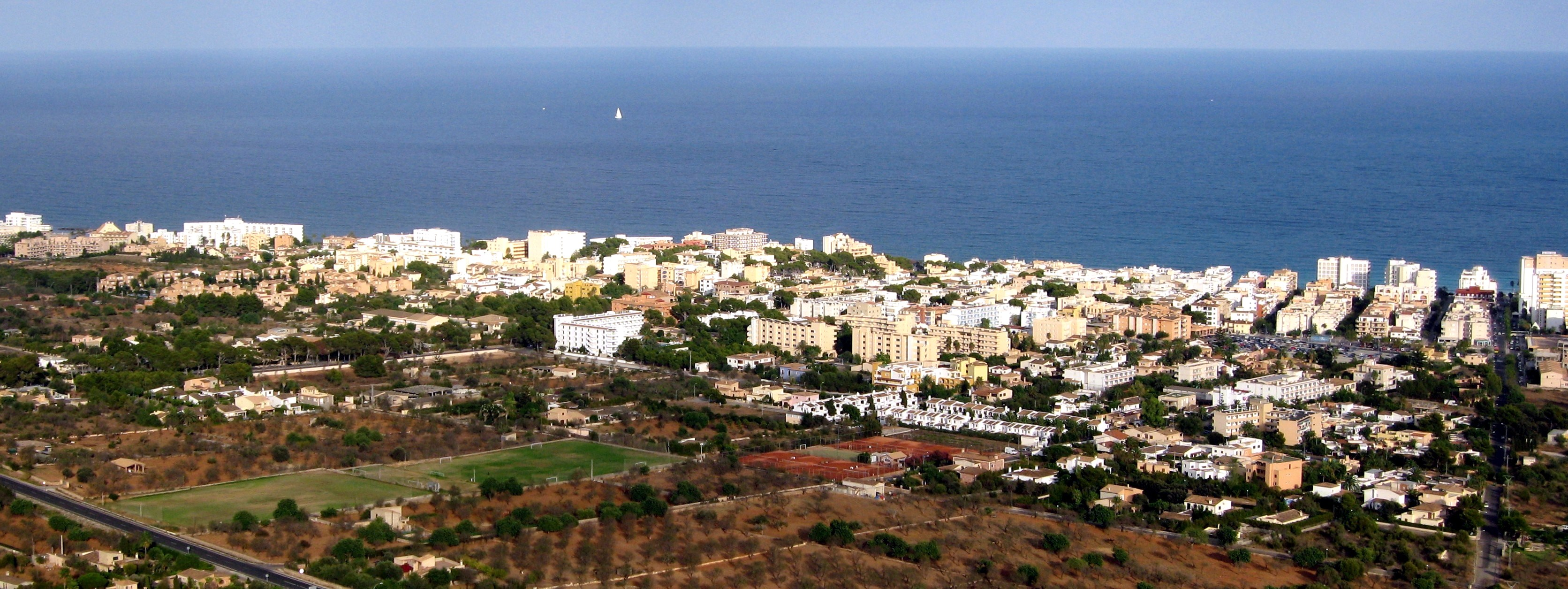
カーラ・ミリョー地区の航空写真

### 人口
| サン・リュレンス・ダス・カルダサーの人口推移 1897－2017 |
|                                                         |
| 出典:INE（スペイン国立統計局）1900年 - 1991年、1996年 - |

## 歴史

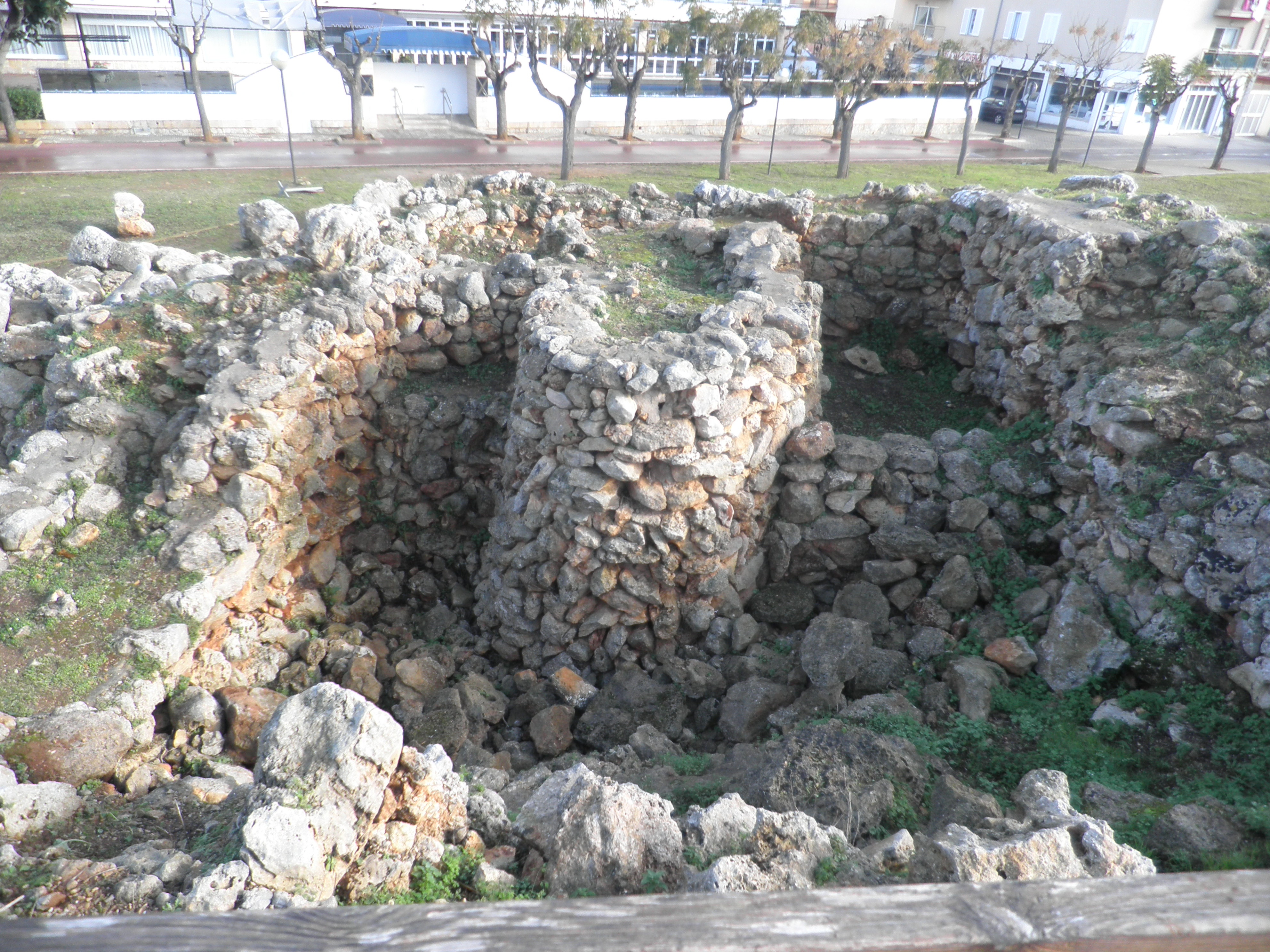
シリョット遺跡

鉄器時代のマヨルカ島に栄えたタライオティック文化のシリョット遺跡は、地中海に近いサン・リュレンス・ダス・カルダサーの自治体域にある。この遺跡は重要文化財に指定されている。

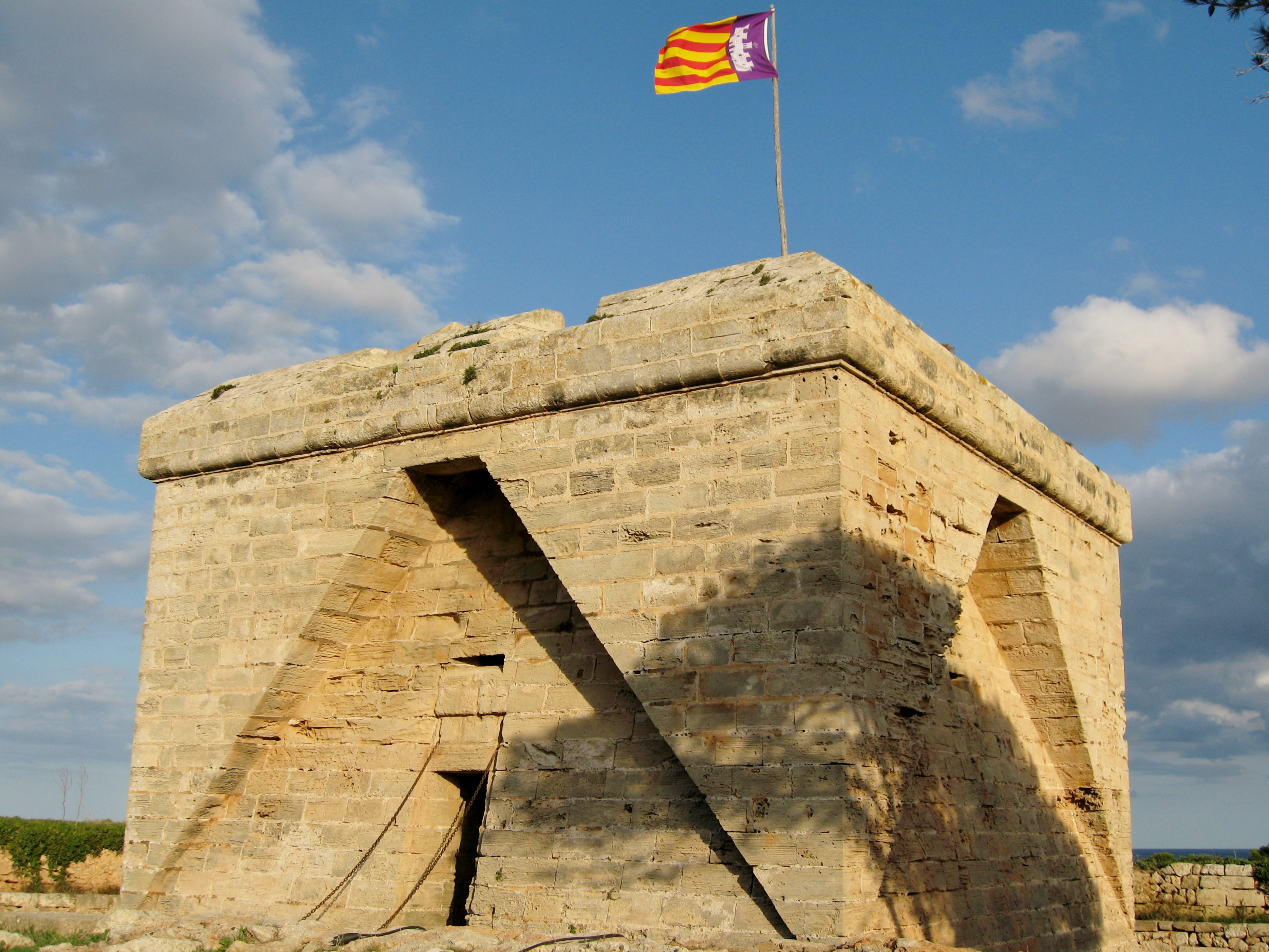
プンタ・ダ・ナメル城

1696年には地中海を見下ろすことができる標高35mの場所に、プンタ・ダ・ナメル城という立方体の要塞が建設された。砲台などを備えるこの要塞は、1993年11月30日に重要文化財に指定された。
初期のカトリック教会であるソン・パレトー教会の遺構は1912年にジョアン・アギロー・ピーニャによって発見され、1931年6月3日には重要文化財に指定された。発掘されたモザイクなどはマナコール歴史博物館に展示されている。
1892年まではマナコールの自治体の一部だったが、1892年に単独のムニシピ（基礎自治体）となった。フランコ体制下の1950年代まではサン・ロレンソ・デ・デスカルダサール（スペイン語: San Lorenzo de Descardazar）という名称だった。
イギリスのテレビ局ITV2が2015年に放送した番組「Love Island」はサン・リュレンス・ダス・カルダサーの郊外で撮影された。2018年10月9日夜にはマヨルカ島で豪雨が起こって河川が氾濫するなどし、マヨルカ島全体で少なくとも10人が死亡した。サン・リュレンス・ダス・カルダサーの中心市街地も水に浸かり、イギリス人2人がタクシーの中で溺死するなど、自治体域で少なくとも4人が死亡した。

## 出身者
- ミケル・ポント（スペイン語版）(1678-1755) : バロック様式の画家。
- サルバドール・ガルメス（スペイン語版）(1876-1951) : 著作家。
- マルガリータ・フリャナ(1972-) : 自転車競技選手。シドニー五輪女子クロスカントリー銅メダル。